# アクセントキーテクノロジー
株式会社アクセントキーテクノロジーは、情報・通信業などの事業を行う日本の企業である。

## 事業
- ソフトウェアソリューション
通信系システム、Web系システムなどの開発。
- ネットワークソリューション
通信ネットワークの設計・構築・運用。

## 歴史

### 沿革
- 2003年9月 - 池袋に本社設立。国内・外の潮力発電プラント開発、促進コンサル業務開始。
- 2005年9月 - 赤坂に本社移転。IT技術支援事業を開始。
- 2007年12月 - 福岡事業所設立。
- 2008年9月 - 業務拡大により、田町に本社移転。
- 2008年10月 - プライバシーマーク取得。一般財団法人日本情報経済社会推進協会（JIPDEC）。
- 2018年10月 - 福岡事業所を本社統合。
- 2025年7月 - 業務拡大により、秋葉原に本社移転。

## 事業所
本社:東京都千代田区岩本町二丁目16番2号 神田ＭＣビルディング7階